# Patrik Söderquist
Gunnar Patrik Söderquist, född 14 maj 1925 i Göteborg, död 16 juni 2022 i Danderyds församling, var en svensk arkitekt.
Söderquist, som var son till rektor Einar Söderquist och Alfhild Norlén, avlade studentexamen i Djursholm 1941, utexaminerades från Kungliga Tekniska högskolan 1958 och studerade även vid Kungliga Konsthögskolan. Han var innehavare av arkitektfirma Söderquist & Zingmark i Stockholm. Han företog studieresor till Frankrike, Nederländerna, Belgien och Tyskland samt var president i Lions Club 1959–1960.